# Trencséni Tibor
Trencséni Tibor, születési és 1948-ig használt nevén Schwartz Tibor (Trencsén, 1907. május 31. – Budapest, 1996. szeptember 19.) belgyógyász, egyetemi tanár, lapszerkesztő, az orvostudományok kandidátusa (1963), doktora (1979), az MTA tagja.

## Életpályája
Schvarz Samu és Bledi Janka fiaként született zsidó családban. Elemi iskoláit szülővárosában végezte, majd ugyanott a Trencséni Katolikus Gimnáziumban kezdte meg középiskolai tanulmányait. A harmadik osztálytól a Kisvárdai Magyar Királyi Állami Főgimnáziumban tanult, s végül 1924-ben a Debreceni Református Főgimnáziumban érettségizett. 1924–1925-ben a numerus clausus következtében kereskedelmi alkalmazottként dolgozott. 1925-ben felvételt nyert a Bécsi Egyetem Orvostudományi Karára, ahol hat szemesztert hallgatott, és az első szigorlathoz tartozó tárgyakból vizsgát tett. 1928-ban Bécsben szerzett, kitűnő jelzésű első szigorlata lehetővé tette, hogy tanulmányait hazai egyetemen, a pécsi Erzsébet Tudományegyetemen folytathassa, ahol 1931-ben szerzett általános orvosi oklevelet. 
Pályáját a Erzsébet Tudományegyetem Belklinikáján kezdte. 1931. december 1-jétől Ángyán János professzor kinevezte díjtalan gyakornoknak. 1936. szeptember 1-jétől díjtalan tanársegéd, majd 1936. július 1-jétől önálló osztályvezető lett. Közben 1932. május 1-jétől öt hónapot a Pozsony Izraelita Kórház Belgyógyászati Osztályán töltött. 1936. december 15-től a Pesti Izraelita Hitközség Szabolcs Utcai Kórházának „C” Belosztályán teljesített szolgálatot. Eleinte az osztályhoz tartozó Electrocardiographiai Intézet munkájában vett részt, majd az osztályon volt alorvos. Polgári orvosi pályafutását 1942 júniusában fejezte be. Munkaszolgálatosként bevonult, munkásszázadok orvosa és munkása volt. 1944-ben a Vörös Hadsereg egyik hadifogolygyűjtő pontjának orvosaként működött. Ő vezette a szolyvai gyűjtőtáborban fellépett hastífusz epidemiológiai leküzdését. 1945. augusztus 25-én elbocsátották a hadifogságból. Hazaérkezve nem térhetett vissza korábbi munkahelyére, ezért a Magyar Orvosok Szabad Szakszervezeténél vállalt szervezőmunkát, megszervezte az adó- és tagdíjosztályt. 1947 nyarán Weil Emil megbízta a kollektív szervezéssel kapcsolatos előkészítő munkával. Az Országos Társadalombiztosító Intézet főorvosaként dolgozott, majd 1947-től a Pázmány Péter Tudományegyetem II. sz. Belgyógyászati Klinikájának díjtalan tanársegéde volt. Ezután katonaorvosi pályára lépett és részt vett a néhány évre megszűnt Orvosi Hetilap újraindításában. 1948 és 1989 között az Orvosi Hetilap felelős szerkesztője volt. 1963-ban a Tudományos Minősítő Bizottság A magyar haemorrhagiás nephroso-nephritis című disszertációja alapján az orvostudományok kandidátusává minősítette. 1979 februárjában a Magyar Orvostörténelmi Társaság tiszteletbeli tagjává választották.
A Farkasréti temetőben nyugszik.

## Művei
- A Pancoast-tumor (tünetcsoport) esete. (Orvosok Lapja, 1946, 4.)
- A műtéti szakok belgyógyászata. Egy új speciálszakma perspektívája. (Orvosok Lapja, 1946, 6.)
- Az adózás és az orvosok. (Orvosok Lapja, 1946, 9.)
- Általános belgyógyászat. A klasszikus belgyógyászat jelentősége a modern orvostudományban. (Orvosi Hetilap, 1949, 14.)
- Április 4 elé. (Orvosi Hetilap, 1950, 14.)
- Számadás. (Orvosi Hetilap, 1951, 1.)
- A klasszikus medicina jelentősége a honvédorvosi gyakorlatban. Farádi Lászlóval. (Honvédorvos, 1951, 5.)
- A rutin-medicináról. (Orvosi Hetilap, 1951, 46.)
- Az elmélet és gyakorlat egységéről. (Orvosi Hetilap, 1952, 17.)
- Nephroso nephritis haemorrhagica infectiosa. Távolkeleti járványos megbetegedés Magyarországon. Keleti Bélával, Kincses Antallal és Szabó Judittal. (Orvosi Hetilap, 1953, 42.)
- A nephroso-nephritis haemorrhagica infectiosa klinikuma 58 beteg megfigyelése alapján. Keleti Bélával, Kincses Antallal, Szabó Judittal, Szentesi Hubával és Barcsay Ferenccel. (Orvosi Hetilap, 1954, 24.)
- Megemlékezés Markusovszky Lajosról. (Orvosi Hetilap, 1955, 19.)
- Nephroso nephritis haemorrhagica infectiosán átesett egyének utánvizsgálata. Kincses Antallal, Keleti Bélával. (Orvosi Hetilap, 1956, 26.)
- Acut szakban felismert Cryptococcus neoformans által okozott meningoencephalitis hazai esete. Kisszékelyi Ödönnel. (1957, 40.)
- Az Orvosi Hetilap centenáriumi emlékkönyve. Palla Ákossal. Budapest, 1959
- Adatok a postpleuritises tuberkulotikus manifesztációk gyakoriságához és prophylaktikus gátlószeres befolyásolhatóságához. Btage Zsuzsával, Kertész Edittel, Rényi Kázmérral. (Orvosi Hetilap, 1959, 13.)
- A haemorrhagiás nephroso-nephritis hazánkban és Európában. Keleti Bélával. (Orvosi Hetilap, 1959, 52.)
- Röntgenanatómiai adatok a pajzsmirigytáji légcsőszűkület megítéléséhez. Forrai Jenővel. (Orvosi Hetilap, 1961, 41.)
- Rheumás lázas betegek utánvizsgálata. A konfiguráció kialakulásának kérdése vitiumokban. Btage Zsuzsannával, Kertész Edittel, Rényi Kázmérral és Szabolcsi Lászlóval. (Orvosi Hetilap, 1962, 49.)
- Haemorrhagiás nephroso-nephritisen átesett egyének utánvizsgálata. Keleti Bélával. (Orvosi Hetilap, 1963, 34.)
- A szív kamrájának élőben felismert primaer fibrosarcomája. Szilvesztrov Vlagyimirral, Gvalja Iljával. (Orvosi Hetilap, 1964, 22.)
- Markusovszky Lajos emlékezete. – Pohárköszöntő. (Orvosi Hetilap, 1965, 52.)
- Ángyán János. (Orvosi Hetilap, 1966, 15.)
- Diagnosztikai munkánk iatrogén ártalmai. (Orvosi Hetilap, 1968, 36.)
- Az Orvosi Hetilap 20 éve. (Orvosi Hetilap, 1968, 52.)
- Szerk. A gyakorló orvos enciklopédiája I–IV. kötet. Budapest, 1973
- Klinikai szervezéstan, kényszerű engedmények, ellentmondások korunk orvostanában. (Orvosi Hetilap, 1975, 40.)
- Emlékezés Weil Emilre. (Orvosi Hetilap, 1977, 8.)
- Az Orvosi Hetilap 30 éve és orvosi szemlélete. (Orvosi Hetilap, 1978, 53.)
- Dr. Barta Imre. 1899-1978. (Orvosi Hetilap, 1979, 4.)
- Clinical Aspects and Epidemiology of Haemorrhagic Fever with Renal Syndrome. Doktori értekezés. 1979
- Az intenzív orvostan távlati perspektívája és a belgyógyászat. (Orvosi Hetilap, 1979, 38.)
- A progresszív betegellátás és az egészségügy közgazdaságtana. Füzi Istvánnal, Bucsi Lászlóval. (Orvosi Hetilap, 1979, 49.)
- Ángyán János emlékezete. (Orvosi Hetilap, 1986, 38.)
- A felelős szerkesztő búcsúja. (Orvosi Hetilap, 1989, 39.)
- A klinikai gyakorlat és kutatás etikája, az Orvosi Hetilap szerkesztésének tükrében. (Orvosi Hetilap, 1989, 52.)

## Díjai, elismerései
- Kiváló Orvos (1956)
- Weil Emil-emlékérem (1960)
- Markusovszky-emlékérem (1975)
- Szocialista Magyarországért Érdemrend (1982)[7]
- Április Negyedike Érdemrend (1987)
- Magyar Köztársasági Érdemrend tisztikeresztje (1996), polgári tagozat[8]